# Bandera dels Emirats Àrabs Units
La bandera federal dels Emirats Àrabs Units fou adoptada per la llei de la federació número 2 de 21 de desembre de 1971. La bandera fou una elecció personal del xeic d'Abu Dhabi, president de la Federació, al que va agradar la presència dels colors panàrabs. Oficialment la bandera té proporció 1:2 però sovint es fa servir la proporció 3:5 i fins i tot 2:3. El vermell vertical al pal ocupa 1/4 de la bandera, i la resta està dividit en tres franges horitzontals iguals verda, blanca i negra.
La bandera del President inclou l'escut al centre de la franja blanca. El president del Consell Consultiu utilitza bandera vermella amb l'emblema de les Forces de defensa i Ministeri de l'Interior al centre.
El pavelló naval és blanc amb la bandera federal al cantó i l'emblema de la Marina al centre de la resta de la bandera
Com a bandera de proa es fa servir la federal.
El pavelló comercial és vermell amb la bandera federal al cantó
La Defensa federal utilitza també bandera vermella amb la federal al cantó i l'emblema a la resta de la bandera
L'Aviació federal tenia una bandera blau cel amb la bandera federal al cantó i l'escarapel·la al centre del resta de la bandera, però vers el 2000 va adoptar una bandera tota blau cel amb el nou emblema de l'Aviació al centre. Una modificació posterior probablement va desplaçar l'emblema cap al vol i va incloure la bandera federal al cantó.
La bandera de la Policia federal és blava amb la federal al cantó i l'emblema del Ministeri de l'Interior a centre del resta de la bandera.
Diversos ministeris tenen bandera consistent en drap blanc amb logotip.
El servei de correus (Emirates Post) utilitza bandera blanca amb el logotip blau fosc.
Nombroses institucions i companyies utilitzen també les seves banderes.